# Західний Таїланд
Західний Таїланд (тай. เวสเทิร์ประเทศไทย) — регіон в Таїланді. На заході межує з М'янмою, а на сході з Центральним Таїландом.

## Географія та економіка
Рельєф Західного Таїланду характеризується високими горами і глибокими річковими долинами. Регіон багатий лісовими територіями. Вода і мінерали також є важливими природними ресурсами, гірничодобувна промисловість є важливою галуззю в регіоні.

## Адміністративний поділ
Західний Таїланд охоплює 5 провінцій:
1. Канчанабурі (กาญจนบุรี)
2. Пхетчабурі (เพชรบุรี)
3. Прачуапкхірікхан (ประจวบคีรีขันธ์)
4. Ратчабурі (ราชบุรี)
5. Так (ตาก)